# Prototype 2
Prototype 2 é um jogo eletrônico de ação e aventura que foi lançado no dia 24 de abril de 2012. O jogo foi desenvolvido pelo estúdio canadense Radical Entertainment, e é a sequencia do jogo Prototype de 2009. O jogo foi lançado pelo proprietário da Radical Entertainment, a Activision. Neste jogo é apresentado um novo protagonista, que se chama James Heller, que tem a missão de destruir o vírus Blacklight. Na história, Heller quer matar Alex Mercer, o protagonista do primeiro Prototype, depois que sua família foi morta pelo vírus Blacklight. O jogo foi anunciado em 2010 pela Spike VGA Awards, com o slogan "o assassinato de seu criador".

## Jogabilidade
James Heller consegue metamorfosear e assumir as identidades de outras pessoas e suas memórias após consumi-las. Tomando as identidades das pessoas e metamorfoseando como se elas fosse, tornou o jogo mais tático. Se o jogador assumir o papel de um soldado, as pessoas reagem a ele de uma forma comum a se ver um oficial da polícia. Para se certificar de que os inimigos não sobrecarregariam o jogador, a produtora criou um sistema de esquiva e tornou a inteligência artificial mais realista. Heller vai ser capaz de usar armas no jogo, como tirar o canhão de um tanque e usá-lo contra os seus inimigos. Heller também pode deslocar-se sobre os desavisados inimigos humanos, injetar o vírus Blacklight neles, criando uma "BioBomba", e usar eles para explodir objetos e inimigos. Heller também está com seus movimentos melhorados, como a força, a invulnerabilidade (auto-cura e resistência), e tem um sensor de sonar.  O sonar cria um pulso, que consegue destacar as principais características de um ambiente, ou para tornar mais fácil para o jogador encontrar alguém em uma grande multidão, pois aparece um ícone em cima da cabeça da pessoa. A Radical Entertainment declarou que os poderes serão mais significativos, aparecendo como mutações ao longo do jogo.
Para dar aos jogadores mais poder no jogo, os desenvolvedores adicionaram tentáculos. Os tentáculos brotam do braço de Heller e pode ser modificados e evoluídos, o que permite aos jogadores decidir como querem jogar como Heller usando-o em uma grande variedade de finalidades. Os jogadores podem usar os tentáculos para destruir objetos, como lançar  um carro em um tanque, ou utilizar o ataque "buraco negro". Os jogadores serão capazes de desmembrar os inimigos, uma força que vai se tornando mais útil conforme o jogo progride. Existem muitas outras maneiras de matar os inimigos, que vão desde jogar um carro em um grupo de soldados Blackwatch, cortando a cabeça de um mutante ou usando seus poderes. O poder de consumir/ absorver é o mesmo do Prototype original, com exceção de alguns inimigos, que são consumidos em cima deles, agarrando-os em cenas especiais do jogo (por exemplo, os supersoldados Brawlers). Também foi anunciado que Heller poderá agora controlar um grupo de Brawlers (semelhante ao estilo Prototype Hunters's), ou para atacar qualquer coisa que ele deseje (nota: esse poder é limitado e aumenta por nível no jogo). Deverão ser executadas missões secundárias para poder invadir a Blacknet. Hackeando a Blacknet, um sistema da Blackwatch, Heller consegue os detalhes das operações militares e as três áreas de Nova York, na qual se deve escolher uma missão, a partir de uma pequena lista de missões. A Blacknet permitirá a Heller encontrar pessoas importantes que lhe permitirá aprender mais sobre o que ele se tornou, por causa do vírus Blacklight. A Blacknet também irá ajudá-lo a descobrir mais sobre Alex Mercer e qual a sua conexão com as supostas mortes de sua esposa e filha. As missões selecionáveis, podem ser missões secundárias ou ampliações da missão principal, o que fará Heller saber mais sobre o vírus Blacklight.

## História
O jogo se passa após a conclusão do primeiro game, James Heller é um sargento norte-americano que esteve ausente de Nova York prestando serviços as Forças-Armadas norte-america no Iraque, não sabendo posteriormente das atividades ilícitas de BlackNet e Alex Mercer. Ao voltar para Nova York, Heller vê sua cidade destruida pela infecção de Mercer e busca uma vingança pessoal ao mesmo, pelo óbito de sua família.  Ao se infiltrar numa missão suicida para confrontar Alex Mercer, Mercer se surpreende com a  dedicação de Heller e lhe injeta o vírus que possibilita a Heller, parte de seus poderes, alegando a Heller que não foi ele que causou a morte de sua família e sim os agentes da BlackNet que liberaram pela segunda vez, a infecção na cidade.

## Lançamento
Prototype 2 foi o jogo mais vendido no mês de Abril, superando Kinect Star Wars e Call of Duty: Modern Warfare 3, mas as suas vendas foram consideravalmente baixo, comparando a lançamentos de meses anteriores. São disponíveis duas versões do game, a Radnet Edition, que custa $49,99 dólars e oferece gratuitamente ao jogador habilidades e DLC's extras. E também a versão colecionador, a Blackwatch Collector’s Edition, aonde traz  o conteúdo da primeira e ainda mais extras para download, CD com trilha sonora, livro de arte, história em quadrinhos digital e 20% de desconto em produtos oficiais do jogo, tudo por US$ 80 em quantidade limitadíssima. Além também de todo conteúdo descrito, traz artes, eventos, skins e também o primeiro DLC do jogo,  Colossal Mayhem.

## Crítica
O jogo recebeu avaliações inconstantes, como a Planeta Xbox 360 que deu a nota de 9/10, e a Game Ranking que deu a nota de 7/10. Muita das criticas seguem a linearidade em comparação ao primeiro, missões repetidas e um enredo um tanto supérfluo. Enquanto a crítica positiva alegou: "Uma obra-prima que superou maravilhosamente o primeiro".

## Trilha Sonora
| The Music From Prototype 2 Track-listing: |                       |         |  |
| N.º                                       | Título                | Duração |  |
| 1.                                        | "Resurrection"        | 3:14    |  |
| 2.                                        | "Project Long Shadow" | 2:38    |  |
| 3.                                        | "The Lab Rat"         | 3:25    |  |
| 4.                                        | "Operation Flytrap"   | 3:09    |  |
| 5.                                        | "Feeding Time"        | 2:57    |  |
| 6.                                        | "Salvation"           | 4:50    |  |
| 7.                                        | "Natural Selection"   | 3:34    |  |
| 8.                                        | "The White Light"     | 3:07    |  |
| 9.                                        | "Taking The Castle"   | 4:20    |  |
| 10.                                       | "A Maze Of Blood"     | 3:03    |  |
| 11.                                       | "A Stranger Among Us" | 4:01    |  |
| 12.                                       | "A Nest Of Vipers"    | 2:47    |  |
| 13.                                       | "Fly In The Ointment" | 3:12    |  |
| 14.                                       | "Burned From Memory"  | 3:27    |  |
| 15.                                       | "A Labor Of Love"     | 2:48    |  |
| 16.                                       | "Murder Your Maker"   | 5:25    |  |